# Lena Ewert
Lena Ewert, född 1 februari 1939 i Annedals församling, Göteborg, är en svensk skådespelare, dokumentärfilmare och systemutvecklare. Hon är brorsdotter till Brita Ewert.

## Biografi
Ewert, som är dotter till medicine doktor Bo Ewert och konstnär Eva Ewert, har genomgått Dramatens elevskola, Svenska Filminstitutets filmskola och programmerarutbildning. Hon var engagerad i Karl Gerhards revyer, Dramaten, Helsingborgs stadsteater, Borås stadsteater och har haft frilansuppdrag för Sveriges Television och Volvo Data AB. Hon anställdes som systemutvecklare vid Volvo Data AB 1985.

## Filmografi
- Den vita sporten (1968)
- Rekordåren 1966, 1967, 1968... (1969)
- Kamrater, motståndaren är välorganiserad (1970)

## Teater

### Roller
| År   | Roll                      | Produktion                                                      | Regi               | Teater                   |
| ---- | ------------------------- | --------------------------------------------------------------- | ------------------ | ------------------------ |
| 1960 | Medverkande i teatertrupp | Hamlet William Shakespeare                                      | Alf Sjöberg        | Dramaten                 |
| 1960 | Geten Colette             | Gisslan (The hostage) Brendan Behan                             | Per-Axel Branner   | Dramaten                 |
| 1961 | Medverkande i danserna    | Kung John (The Life and Death of King John) William Shakespeare | Alf Sjöberg        | Dramaten                 |
| 1961 | Ellen                     | Kattorna Walentin Chorell                                       | Mimi Pollak        | Dramaten                 |
| 1961 |                           | Stolarna (Les Chaises) Eugène Ionesco                           | Alf Sjöberg        | Dramaten                 |
| 1962 | Medverkande i danserna    | Resan (Le voyage) Georges Schehadé                              | Alf Sjöberg        | Dramaten                 |
| 1962 | Sonia                     | Ungdom i fjällen (Altitude 3.200) Julien Luchaire               | Rolf Carlsten      | Dramaten                 |
| 1962 | Hodel                     | Tevye och hans döttrar (Tevye and his Daughters) Arnold Perl    | Per Sjöstrand      | Helsingborgs stadsteater |
| 1962 | Mjölnarfrun               | Den vackra mjölnerskan (La molinera de Arcos) Alejandro Casona  | Bo G. Forsberg     | Helsingborgs stadsteater |
| 1963 | Tatterskan                | Brand Henrik Ibsen                                              | Lars-Erik Liedholm | Helsingborgs stadsteater |
| 1963 | Hermione                  | Hermione och kärleken (Hermione) Hans Koning                    | Per Sjöstrand      | Helsingborgs stadsteater |
| 1963 | Mrs Bradman               | Min fru går igen (Blithe Spirit) Noël Coward                    | Lars-Erik Liedholm | Helsingborgs stadsteater |
| 1963 | Clary                     | Job Klockmakares dotter Sara Lidman                             | Lars-Erik Liedholm | Helsingborgs stadsteater |

## Bilder

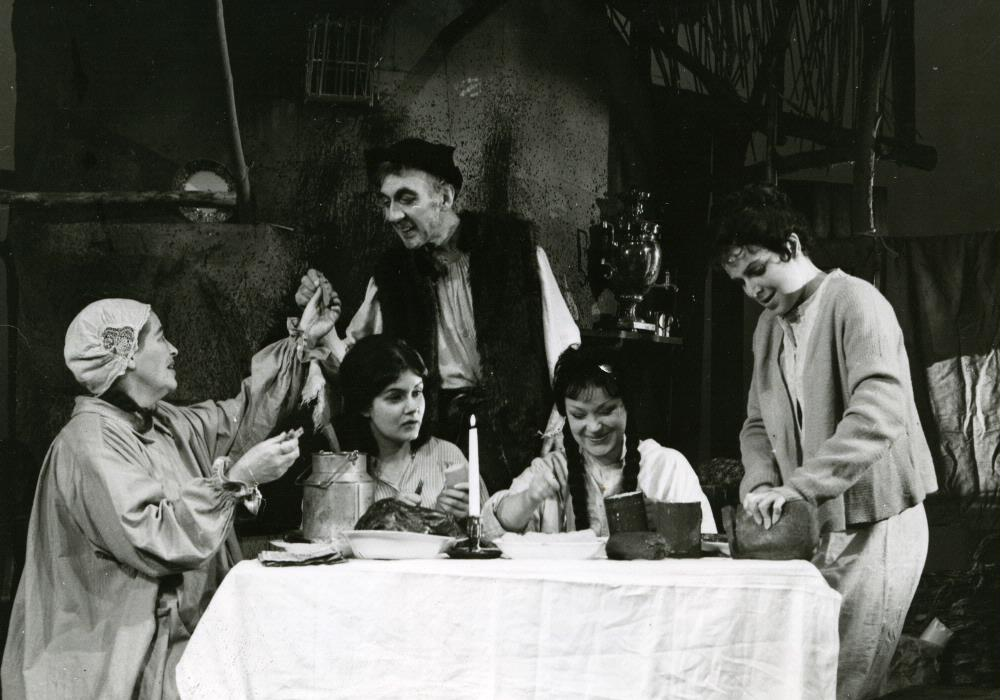
Stina Ståhle, Lena Ewert, Hilding Gavle, Gerd Hegnell och Caryna Houmann i Tevye och hans döttrar på Helsingborgs stadsteater  1962
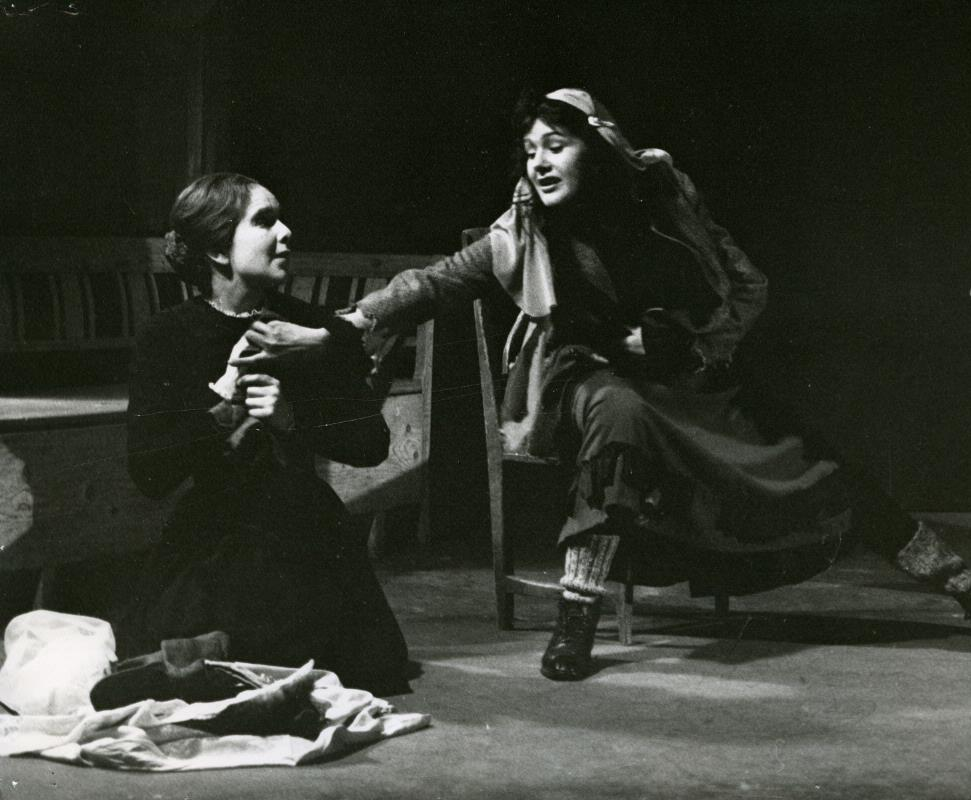
Caryna Houmann och Lena Ewert i Brand på Helsingborgs stadsteater 1963.
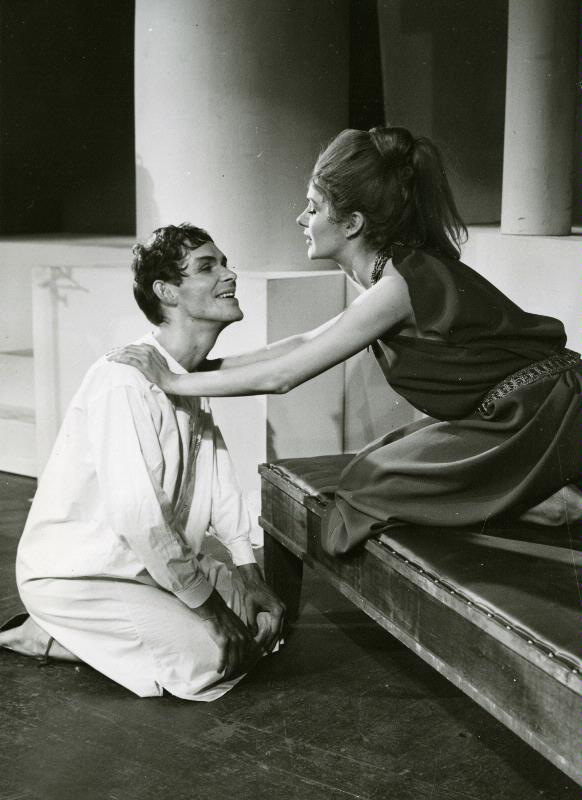
Per Olof Eriksson och Lena Ewert i Hermione och kärleken på Helsingborgs stadsteater 1963.
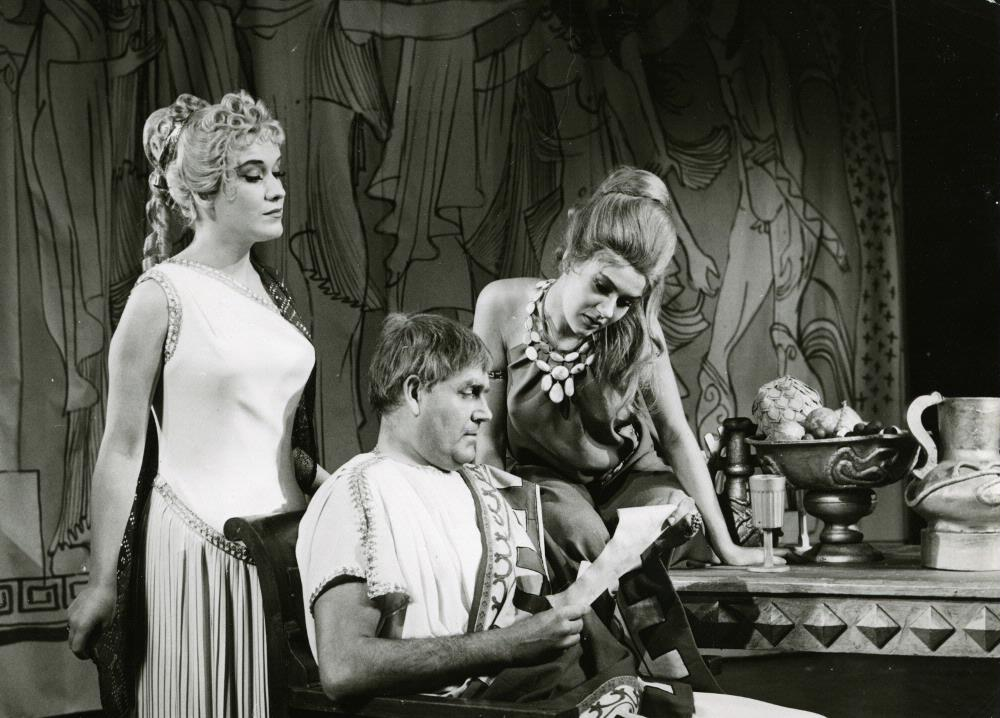
Rut Hoffsten, Erik Strandell och Lena Ewert i Hermione och kärleken på Helsingborgs stadsteater 1963.
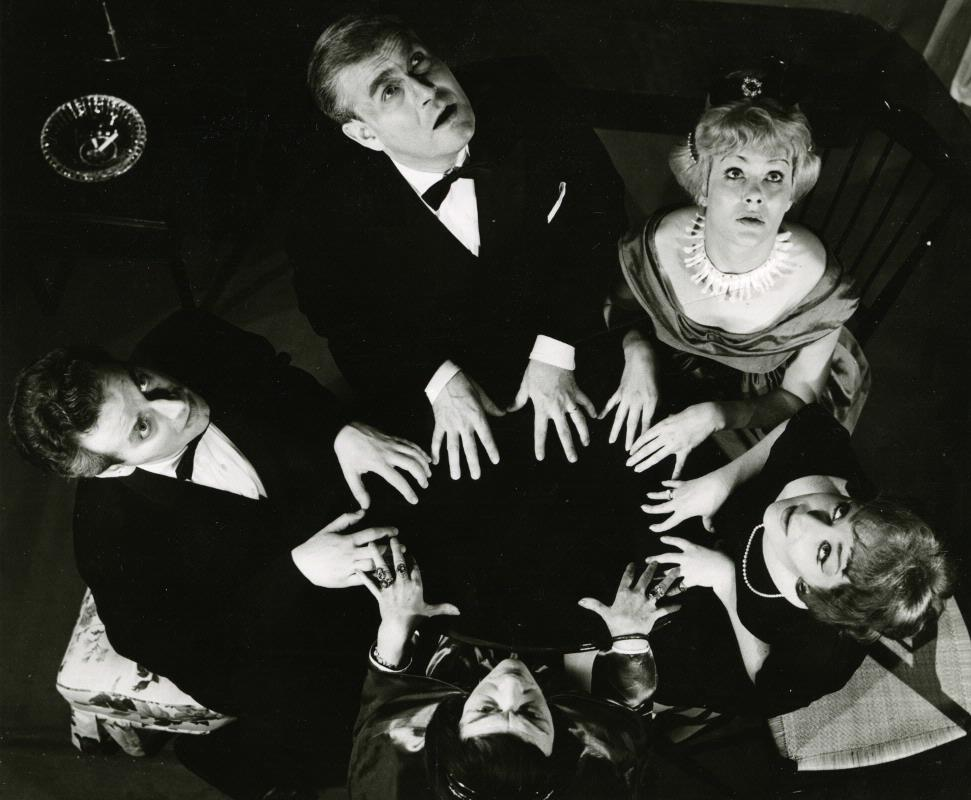
Ulf Qvarsebo, Erik Strandell, Lena Ewert, Gerd Hegnell och Dagny Stenius i Min fru går igen på Helsingborgs stadsteater 1963.